# Giancarlo Monsalve
Giancarlo Monsalve Leyton (*Valparaíso, 4 de marzo de 1978) es un tenor lírico spinto chileno, embajador cultural de Valparaíso su ciudad natal, reconocido mundialmente como uno de los mejores tenores heroicos de su generación. Ha ganado fama por sus interpretaciones en el gran repertorio operístico verista y belcantista como Don José en Carmen, Cavaradossi en Tosca, Turiddu en Cavalleria rusticana, el rol titular en Don Carlos, Riccardo en Un baile de máscaras, el príncipe Calaf en Turandot, Radames en Aida y Don Álvaro en La fuerza del destino

## Vida
Monsalve nació en la ciudad portuaria chilena de Valparaíso, donde comenzó sus estudios plásticos en la Escuela de Bellas Artes. Monsalve inició sus estudios musicales en el año 2001 en el conservatorio Izidor Handler de Viña del Mar con la soprano Nora López Von Vriessen y el tenor Mario Barrientos. López Von Vriessen es una antigua alumna de las legendarias Sopranos  Gina Cigna y Maria Caniglia. Barrientos es un antiguo alumno del Tenor Carlos Santelices. En el 2004 Monsalve se trasladó a Italia y continuó sus estudios de aprendizaje con la técnica de Ettore Campogalliani en Modena con una de sus exalumnas, la soprano Mirella Freni. Ettore Campogalliani fue también maestro de Renata Tebaldi, Luciano Pavarotti, Renata Scotto, Ferruccio Furlanetto, Ruggero Raimondi y otros grandes cantantes. En el 2007 Monsalve tuvo lecciones privadas con el tenor Dano Raffanti, antiguo alumno del famoso musicólogo, crítico y maestro vocal Rodolfo Celletti. En el 2008 Monsalve tuvo lecciones privadas con el tenor Lando Bartolini, antiguo alumno del Bajo Nicola Moscona. En el 2009 Monsalve tuvo un Master-class con la soprano Montserrat Caballé en Zaragoza para aprender el apoyo respiratorio de esta legendaria cantante, y vuelve a Italia para aprender la técnica o el "método" de Arturo Melocchi, profesor de Mario Del Monaco, Franco Corelli y también Renata Tebaldi, con el bajo Leodino Ferri† que fue uno de los pocos estudiantes de Melocchi aún en vida. El mismo año, siempre en Italia, Monsalve aprendió la técnica "Del Monaco-Melocchi" con quien es hasta ahora su maestro, el tenor italiano Nicola Martinucci, alumno de Marcello del Monaco y en el 2010-2011 tuvo lecciones privadas con los tenores Gianfranco Cecchele en Italia y Corneliu Murgu en Rumanía, ambos estudiantes de Mario del Monaco.
Monsalve ha sido entrenado escénicamente con el actor y director chileno Juan Edmundo González del Valle†, reconocido actor chileno, director de teatro y uno de los pioneros del teatro callejero en Chile en los años 80 y más tarde con el entrenador estrellas de Hollywood Bernard Hiller.

## Carrera

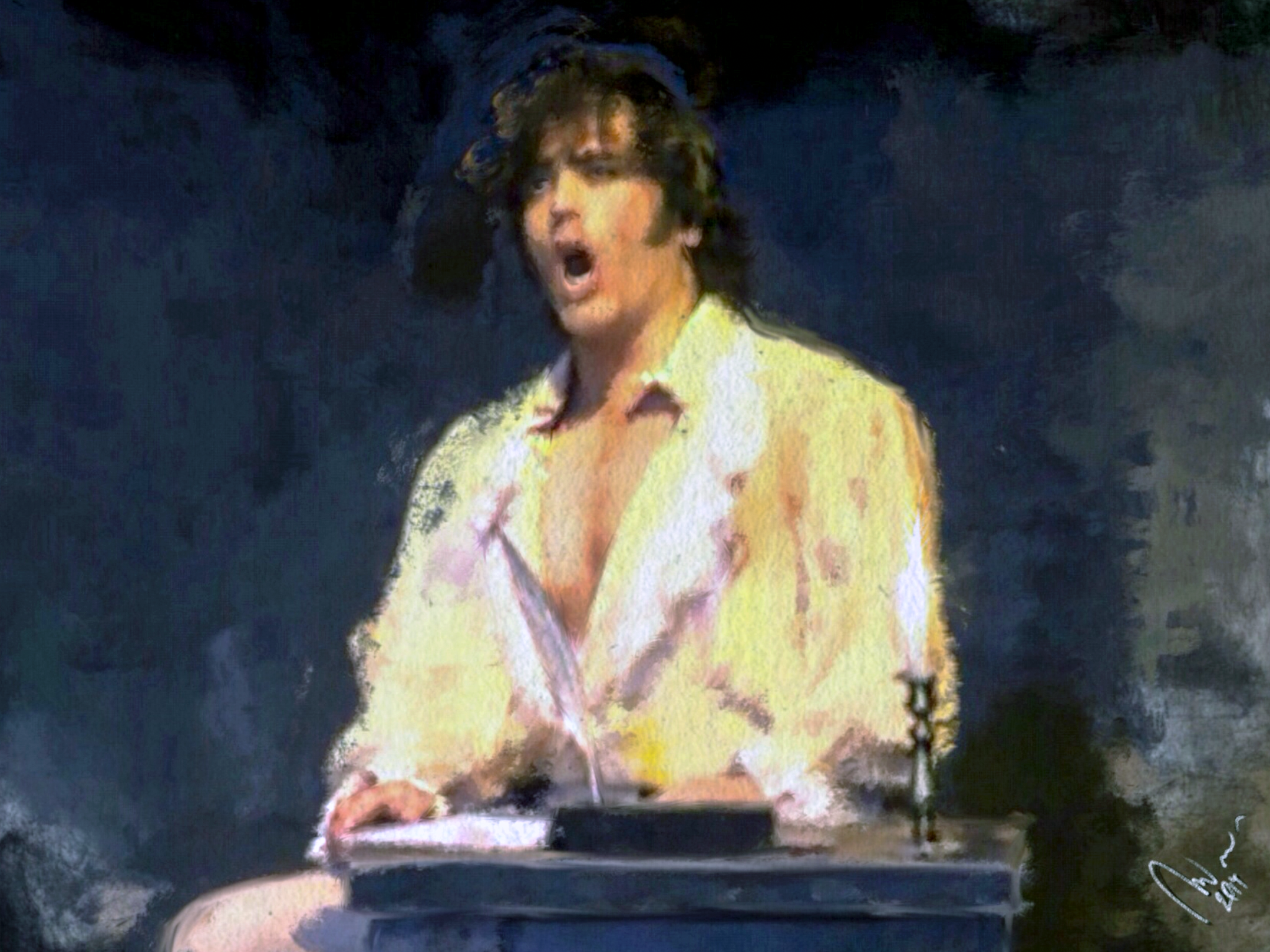
Mario Cavaradossi (modelado en el tenor Giancarlo Monsalve) cantando "E lucevan le stelle" en una pintura de Riccardo Manci

Debutó profesionalmente en Italia, con la Ópera Paolo e Francesca de Luigi Mancinelli en la temporada 2006 del Teatro Comunale de Bolonia  donde regresa en el año 2012 con la ópera Cavalleria rusticana.
Después de su debut la carrera de Monsalve ha abarcado los principales teatros de ópera mundiales, Royal Opera House Covent Garden, Arena di Verona, Teatro de ópera de Zúrich, el teatro de la Opera de Lausana, Royal Opera House Muscat en el Sultanato de Omán, The Washington National Opera at The Kennedy Center, Bayerische Staatsoper, Ópera Nacional de Corea 2009 y 2015, Ópera nacional de Grecia en el anfitearo romano Odeón de Herodes Ático en el Acrópolis de Atenas,  Sferisterio Opera Festival de Macerata, Opea de Koeln, Teatro Petruzzelli de Bari, el teatro de la Opéra de Niza, Ópera de Hanóver, National center for the performing Arts Bombay, Teatro Regio (Turín), Teatro Nacional de San Carlos, las Operas de Angers y Nantes, el Anfiteatro romano de Avenches, el Gran Teatro de Varsovia, el Teatro de Taormina, entre otros.
Monsalve ha colaborado con directores como Patrick Fournillier, Nayden Todorov, Riccardo Muti, Carlo Rizzi, Paolo Carignani, Xian Zhang, Antonello Allemandi, Oleg Caetani, Julian Kovatchev, Valerio Galli, Roberto Rizzi Brignoli, Enrico Dovico, Carlo Montanaro, Jean-Yves Ossonce, Frank Beermann entre otros. 
También ha trabajado con directores de escena como Franco Zeffirelli Hugo De Ana, Francesca Zambello, Patrice Caurier, Moshe Leiser, Mario de Carlo, Gianfranco de Bosio, Liliana Cavani, Gianni Quaranta, Garnett Bruce, Alberto Triola, Stephen Langridge, Giancarlo del Monaco, Peter Konwitschny, Lorenzo Mariani, Carlos Wagner entre otros.

## Televisión y radio
RAI Radiotelevisione italiana S.p.A, Arena di Verona, opening season gala 2011, Mediaset, Italian-based mass media company, Opera Cavalleria Rusticana. TV, program "Il Loggione", France 3 National TV, Opera Madame Butterfly en ouverture de saison a Dijon, RTVE Corporación de Radio y Televisión Española, S.A, Opera Carmen, SRG SSR, Swiss Broadcasting Corporation, Opera Tosca desde el teatro de la Opera de Lausana Radio Swiss Classic, Polskie Radio radio nacional de Polonia Gran Teatro de Varsovia, Rádio e Televisão de Portugal RPT National Radio and Television of Portugal, Opera Don Carlo desde el Teatro Nacional de San Carlos, entre otras.

## Cine
El debut cinematográfico de Monsalve ocurrió el 15 de julio de 2015 con una transmisión en directa de la Ópera Carmen de George Bizet en el papel masculino principal como Don José en las salas cinematográficas de toda Europa. Dirigido por Enrico Castiglione. Producido por Rising Alternative

## Técnica vocal
La técnica vocal de Monsalve se forma con la antigua escuela tradicional italiana, que pasa de generación en generación. Sin embargo, su técnica se consolida con las bases de dos escuelas diferentes, Ettore Campogalliani y Arturo Melocchi.

## Premios y reconocimientos
- : El 11 de agosto de 2010 fue nombrado embajador cultural de su ciudad y recibió la medalla Unesco de Valparaíso, Patrimonio de la Humanidad.[46][47]

- : El 6 de diciembre de 2015 fue galardonado con el 35° premio Mascagni D'oro (El Pietro Mascagni de oro) por el Comité Mascaniano de Bagnara di Romagna, Italia.[48][49]

- : En junio de 2016 fue uno de los 22 nominados por la Brodway World Magazine y la Dallas Opera al premio Maria Callas Artist of the year 2016 por su participación como Mario Cavaradosi en la Opera Tosca. El premio fue finalmente conseñado al mezzo Soprano Joyce DiDonato.[50][51]